# الثیا (اسطوره‌شناسی)

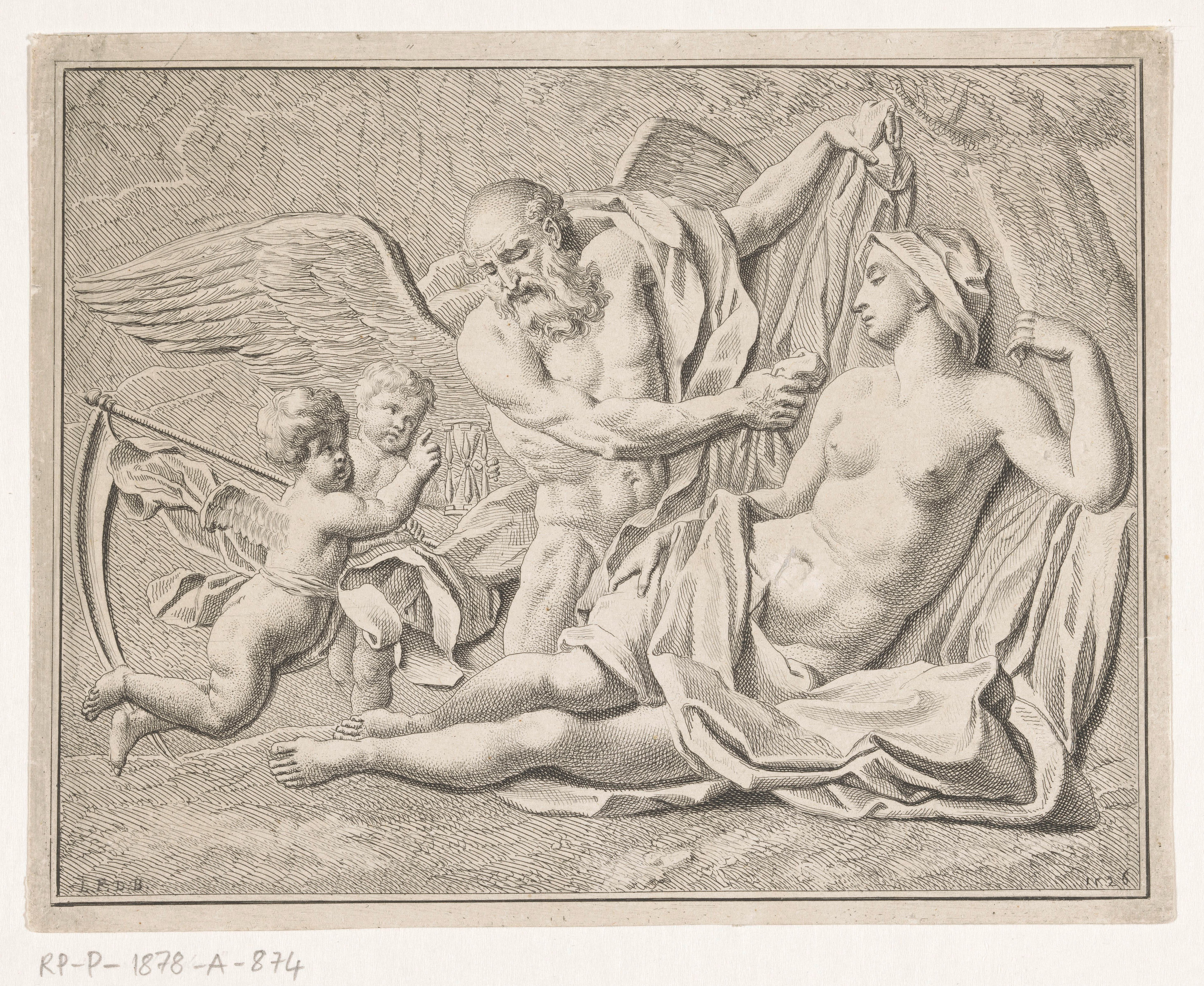
سنگ نگاره ای از اِلِثیا

اِلِثیا (به زبان یونان باستان: ἀλήθεια) کلمه‌ای در یونانی باستان به معنای حقیقت می‌باشد. پارمنیدس، در میان دیگر فلاسفه یونانی، بیش از سایرین، از این کلمه به معنای حقیقت استفاده کرده و بدان تجسمی انسانی بخشیده است. الثیا [در تجسم خویش به شکل یک انسان]، نزد رومیان با عنوان وریتاس شناخته می شد.